# 혼다 마사나가 (1633년)
혼다 마사나가(일본어: 本多政長, 1633년 ~ 1679년)는 에도 시대 전기의 다이묘로서 야마토 고리야마번 제2대 번주이다. 혼다 가문 다다카쓰계 종가 제5대 당주이다. 혼다 다다카쓰의 직계 증손.
하리마 히메지번 제2대 번주 혼다 마사토모의 장남이다. 정실은 도사번 제3대 번주 야마우치 다다토요의 딸·후.
고리야마 신덴번주로 재임 중 헤이하치로 종가 상속으로 인해 1671년 고리야마번 제2대 번주로 취임하게 되었다.
| 전임 폐번(혼다 가쓰유키) | 고리야마 신덴번 번주 (혼다 가문 마사나가파, 혼다 마사노부, 혼다 마사사다 2대에 걸쳐 분할) 1653년 ~ 1671년 | 후임 혼다 마사토시 |

| 전임 혼다 마사카쓰 | 제2대 고리야마번 번주 (혼다 가문 다다카쓰 파) 1671년 ~ 1679년 | 후임 혼다 다다쿠니 |